# Qibu (sockenhuvudort i Kina, Jiangxi Sheng, lat 28,72, long 116,86)
Qibu är en sockenhuvudort i Kina. Den ligger i provinsen Jiangxi, i den sydöstra delen av landet, omkring 96 kilometer öster om provinshuvudstaden Nanchang. Antalet invånare är 20 637. Befolkningen består av 9 870 kvinnor och 10 767 män. Barn under 15 år utgör 26,0 %, vuxna 15-64 år 64 %, och äldre över 65 år 8,0 %.
Runt Qibu är det tätbefolkat, med 266 invånare per kvadratkilometer. Närmaste större samhälle är Yugan, 17,7 km väster om Qibu. Trakten runt Qibu består till största delen av jordbruksmark.
Genomsnittlig årsnederbörd är 2 308 millimeter. Den regnigaste månaden är juni, med i genomsnitt 395 mm nederbörd, och den torraste är oktober, med 33 mm nederbörd.